# Hubert Robert
Hubert Robert (født 22. maj 1733 i Paris, død 15. april 1808 sammesteds) var en fransk maler.
Robert studerede fra 1754 i Rom under arkitekturmaleren Pannini (d. 1765), fik hos ham færdighed i at male ruiner og overgik læreren; fuld så stor betydning fik samlivet med
vennen Fragonard i Tivoli, Neapel med videre; de to leverede i forening tegninger til abbé de Saint-Nons Voyage à Naples. 1765 var han tilbage i Paris og blev 1766 medlem af akademiet.
Robert vandt snart berømmelse for sine store og i dekorativ henseende ypperlige og netop stort sete malerier af ruiner - deraf tilnavnet Robert des Ruines - antikke templer og deslige. Han malede hele serier til forskellige slotte; omtrent en snes kom til Louvre.
Mange af Roberts værker ses nu rundt i museer. Robert var også tegner for de kongelige haver (således [1778] til Bosquet des bains d’Apollon i Versailles). Robert er repræsenteret med henved en
snes arbejder i Louvre, endvidere med meget karakteristiske Paris-billeder i Musée Carnavalet, Paris bymuseum; andre værker i museet i Versailles.